# سوزان هيل
سوزان هيل Susan Hill (ولدت في 5 فبراير 1942) هي كاتبة روائية بريطانية. من ضمن أعمالها روايات خيال مثل (المراة ذات الملابس السوداء) و(الضباب في المرآة) و(أنا ملك القلعة) وحصلت عن تلك الرواية الأخيرة على جائزة سومرست موجهام في عام 1971.

## وصلات خارجية
- سوزان هيل على موقع IMDb (الإنجليزية)
- سوزان هيل على موقع ميوزك برينز (الإنجليزية)
- سوزان هيل على موقع قاعدة بيانات الفيلم (الإنجليزية)

- سوزان هيل  على قاعدة بيانات الخيال التأملي على الإنترنت